# We Boom
We Boom è il quarto EP della boy band cinese-sudcoreana NCT Dream, pubblicato nel 2019.

## Tracce
1. Boom – 3:15
2. Stronger – 3:26
3. 119 – 3:59
4. Bye My First… (사랑이 좀 어려워; Sarang-i Jom Eoreowo) – 3:27
5. Best Friend – 3:24
6. Dream Run – 3:44

## Premi
- Golden Disc Awards
  - 2020: "Album Bonsang"